# Thiéblemont-Farémont
Thiéblemont-Farémont est une commune française, située dans le département de la Marne en région Grand Est.

## Géographie

### Localisation
Thiéblemont-Farémont se trouve au sud-est du département de la Marne, en région Grand Est. La commune appartient à la région agricole du Perthois.
La commune de Thiéblemont-Farémont s'étend sur une superficie de 925 hectares. Sur son territoire, l'altitude varie peu, entre 115 et 132 mètres. L'altitude est plus basse autour du Fossé des Noues, au sud de la route nationale 4, et au niveau du Fossé de Gercourt, au nord-ouest. L'altitude est plus élevée au nord-est de la commune.
La route nationale 4, entre Vitry-le-François et Saint-Dizier, traverse le village de Farémont, à l'ouest, et passe au sud du village Thiéblemont à l'est.
Par la route, Thiéblemont-Farémont se situe à 46 km de Châlons-en-Champagne, préfecture de la Marne, à 18 km de Saint-Dizier, principale ville de Haute-Marne, à 14 km de Vitry-le-François, sous-préfecture de rattachement, et à 21 km de Sermaize-les-Bains, bureau centralisateur du canton de Sermaize-les-Bains dont dépend Thiéblemont-Farémont depuis 2015. La commune fait en outre partie du bassin de vie de Vitry-le-François.
Thiéblemont-Farémont est limitrophe de 6 communes :
|                       | Favresse             | Haussignémont    |
| Écriennes             | Thiéblemont-Farémont | Heiltz-le-Hutier |
| Matignicourt-Goncourt | Orconte              |                  |

### Hydrographie
La commune est dans la région hydrographique « la Seine de sa source au confluent de l'Oise (exclu) » au sein du bassin Seine-Normandie. Elle est drainée par le Fossé des Noues, le canal 01 de le Fossé Tourneur, le canal 01 des Fraises, le Fossé 01 de la Chalonne, le Fossé de Gercourt et le ruisseau des Regales,.
Un plan d'eau complète le réseau hydrographique : le Fossé Saint-Hilaire (3,1 ha),.

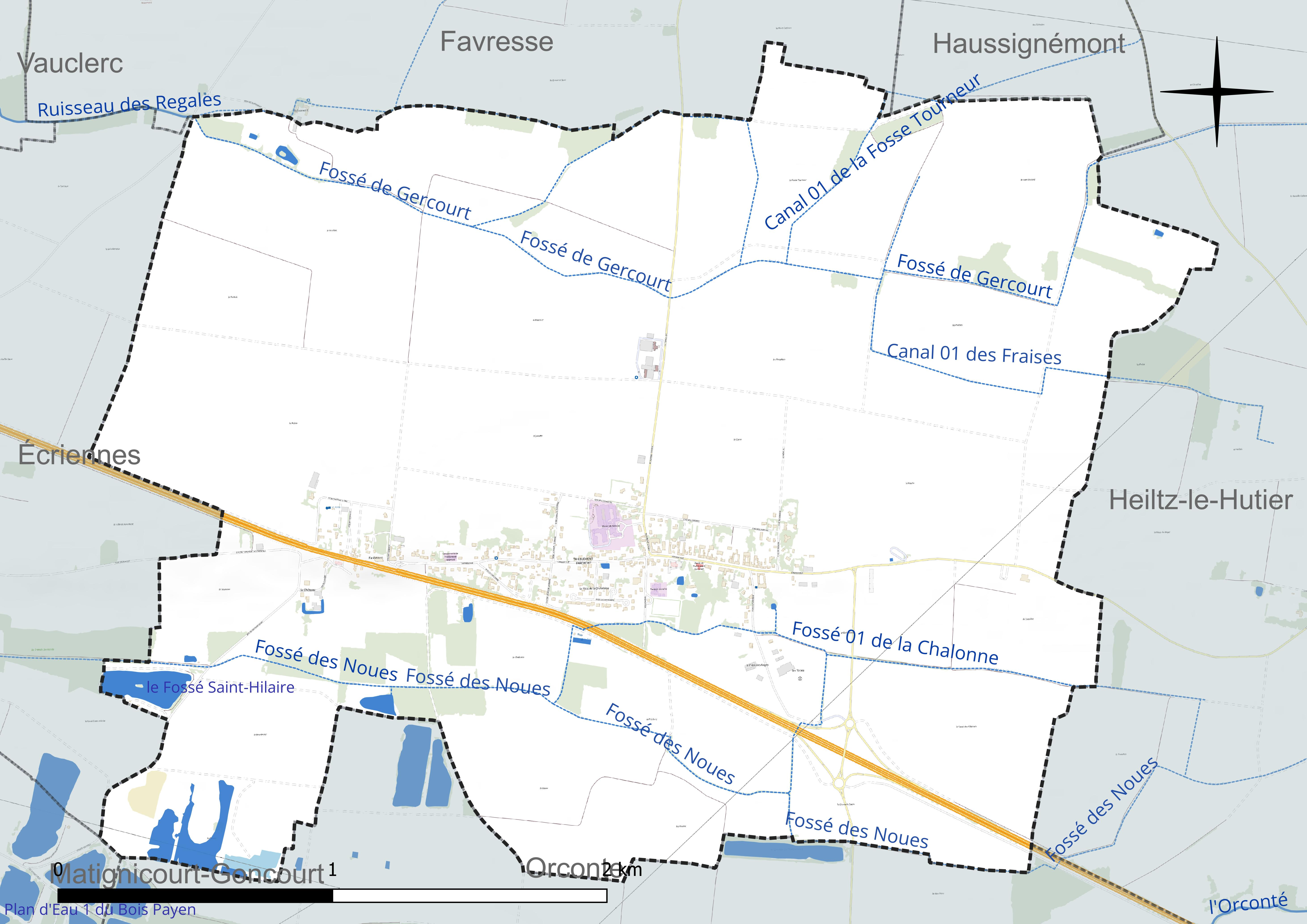
Réseau hydrographique de Thiéblemont-Farémont.

### Climat
Pour des articles plus généraux, voir Climat du Grand Est et Climat de la Marne.
En 2010, le climat de la commune est de type climat océanique dégradé des plaines du Centre et du Nord, selon une étude du Centre national de la recherche scientifique s'appuyant sur une série de données couvrant la période 1971-2000. En 2020, Météo-France publie une typologie des climats de la France métropolitaine dans laquelle la commune est exposée à un climat océanique altéré et est dans la région climatique  Nord-est du bassin Parisien, caractérisée par un ensoleillement médiocre, une pluviométrie moyenne régulièrement répartie au cours de l’année et un hiver froid (3 °C). 
Pour la période 1971-2000, la température annuelle moyenne est de 10,5 °C, avec une amplitude thermique annuelle de 16 °C. Le cumul annuel moyen de précipitations est de 807 mm, avec 12,2 jours de précipitations en janvier et 8,7 jours en juillet. Pour la période 1991-2020, la température moyenne annuelle observée sur la station météorologique de Météo-France la plus proche, « Frignicourt », sur la commune de Frignicourt à 10 km à vol d'oiseau, est de 11,5 °C et le cumul annuel moyen de précipitations est de 694,6 mm. 
La température maximale relevée sur cette station est de 41,7 °C, atteinte le 25 juillet 2019 ; la température minimale est de −22 °C, atteinte le 9 janvier 1985,,. 
Les paramètres climatiques de la commune ont été estimés pour le milieu du siècle (2041-2070) selon différents scénarios d'émission de gaz à effet de serre à partir des nouvelles projections climatiques de référence DRIAS-2020. Ils sont consultables sur un site dédié publié par Météo-France en novembre 2022.

## Urbanisme

### Typologie
Au 1er janvier 2024, Thiéblemont-Farémont est catégorisée commune rurale à habitat dispersé, selon la nouvelle grille communale de densité à sept niveaux définie par l'Insee en 2022.
Elle est située hors unité urbaine. Par ailleurs la commune fait partie de l'aire d'attraction de Vitry-le-François, dont elle est une commune de la couronne,. Cette aire, qui regroupe 73 communes, est catégorisée dans les aires de moins de 50 000 habitants,.

### Occupation des sols
L'occupation des sols de la commune, telle qu'elle ressort de la base de données européenne d’occupation biophysique des sols Corine Land Cover (CLC), est marquée par l'importance des territoires agricoles (91,7 % en 2018), en diminution par rapport à 1990 (96 %). La répartition détaillée en 2018 est la suivante : 
terres arables (85,4 %), zones urbanisées (8,3 %), zones agricoles hétérogènes (4 %), prairies (2,3 %). L'évolution de l’occupation des sols de la commune et de ses infrastructures peut être observée sur les différentes représentations cartographiques du territoire : la carte de Cassini (XVIIIe siècle), la carte d'état-major (1820-1866) et les cartes ou photos aériennes de l'IGN pour la période actuelle (1950 à aujourd'hui).

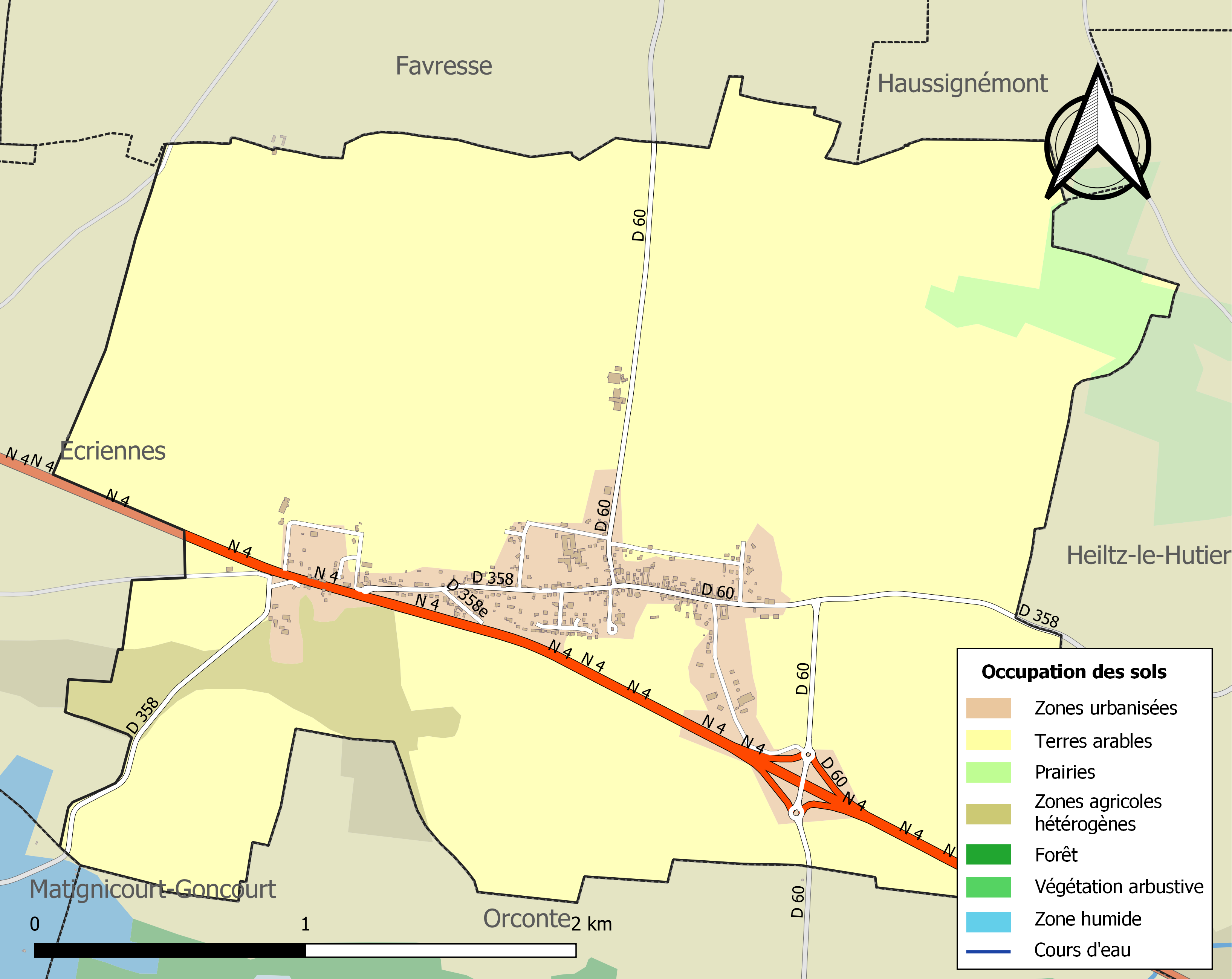
Carte des infrastructures et de l'occupation des sols de la commune en 2018 (CLC).

## Toponymie
Thiéblemont-Farémont est le nom que porte la commune de Thiéblemont depuis qu'on y a uni, en 1862, l'ancienne commune de Farémont.
Thiéblemont est attesté sous les formes Tiebemont (1136) ; Thebemont (1150) ; Tebememunt (vers 1165) ; Tebemont (1168) ; Tebemunt (1164-1191) ; Thiebemont (1240) ; Thiebemont (vers 1252) ; Thiebmons (1405) ; Thibemonlt (1484) ; Tibimons (1542) ; Thieblement (1558) ; Thiblemont (1572) ; Theobaldi Mons (1860).

Farémont est attesté sous les formes F[ar]ramunt (1135) ; Farrammont (1187) ; Faremont (vers 1201) ; Faresmont (vers 1222) ; Fareimont, Farenmont (vers 1252) ; Faireimont (1263) ; Farainmont (vers 1274) ; Fairimont (1296) ; Phareinmont (XIIIe siècle) ; Fareinmont (1302) ; Faremmont (1379) ; Farremont (1500).

## Histoire
En  1862, la commune de Farémont, qui compte une centaine d'habitants, est absorbée par Thiéblemont qui devient Thiéblemont-Farémont.

## Politique et administration

### Intercommunalité
La commune, antérieurement membre de la communauté de communes du Perthois, est membre, depuis le 1er janvier 2014, de la communauté de communes Perthois-Bocage et Der.
En effet, conformément aux prévisions du schéma départemental de coopération intercommunale (SDCI) de la Marne du 15 décembre 2011, trois petites communautés de communes préexistantes :  
- la  communauté de communes du Bocage Champenois ;
- la communauté de communes Marne et Orconte ;
- la communauté de communes du Perthois  ;
ont fusionné pour créer la nouvelle communauté de communes Perthois-Bocage et Der, à laquelle se sont également jointes une commune détachée de la  communauté de communes de Val de Bruxenelle (Favresse) et la commune isolée de Gigny-Bussy.

### Liste des maires
| Période                                  | Période                      | Identité           | Étiquette | Qualité                         |
| ---------------------------------------- | ---------------------------- | ------------------ | --------- | ------------------------------- |
| Les données manquantes sont à compléter. |                              |                    |           |                                 |
|                                          | 1878                         | Bertrand           |           |                                 |
| 1879                                     |                              | Laurent            |           |                                 |
| ?                                        | 1998                         | François Lemaire   | DVD       |                                 |
| 1998                                     | En cours (au 4 juillet 2014) | Christian Girardot |           | Réélu pour le mandat 2014-2020, |

## Équipements et services publics

### Eau et déchets
Le service public des déchets est assuré par le Syndicat mixte du Sud-Est Marnais (SYMSEM), qui a mis en place une redevance incitative. La collecte des ordures ménagères résiduelles (en bacs noirs pucés ou en sacs rouges prépayés) et des emballages ménagers recyclables (en sacs jaunes) est réalisée en porte à porte. Le SYMSEM adhérant au syndicat de valorisation des ordures ménagères de la Marne (SYVALOM), ces déchets sont amenés en centre de transfert à Sainte-Menehould ou Vitry-en-Perthois, puis valorisés sur le site de La Veuve. La collecte du verre se fait en apport volontaire, avant transformation dans une usine de Reims.
Pour les déchets volumineux ou dangereux, le SYMSEM met à disposition de ses habitants une plateforme de déchets verts et gravats, à Saint-Amand-sur-Fion, ainsi que 12 déchèteries, dont celle de Thiéblemont-Farémont qui a vu 4 759 passages en 2023.

## Démographie
L'évolution du nombre d'habitants est connue à travers les recensements de la population effectués dans la commune depuis 1793. Pour les communes de moins de 10 000 habitants, une enquête de recensement portant sur toute la population est réalisée tous les cinq ans, les populations de référence des années intermédiaires étant quant à elles estimées par interpolation ou extrapolation. Pour la commune, le premier recensement exhaustif entrant dans le cadre du nouveau dispositif a été réalisé en 2008.

En 2022, la commune comptait 512 habitants, en évolution de −6,74 % par rapport à 2016 (Marne : −1,19 %, France hors Mayotte : +2,11 %).
| 1793 | 1800 | 1806 | 1821 | 1831 | 1836 | 1841 | 1846 | 1851 |
| ---- | ---- | ---- | ---- | ---- | ---- | ---- | ---- | ---- |
| 228  | 249  | 234  | 270  | 256  | 285  | 283  | 276  | 279  |

| 1856 | 1861 | 1866 | 1872 | 1876 | 1881 | 1886 | 1891 | 1896 |
| ---- | ---- | ---- | ---- | ---- | ---- | ---- | ---- | ---- |
| 307  | 307  | 429  | 363  | 367  | 346  | 340  | 330  | 305  |

| 1901 | 1906 | 1911 | 1921 | 1926 | 1931 | 1936 | 1946 | 1954 |
| ---- | ---- | ---- | ---- | ---- | ---- | ---- | ---- | ---- |
| 302  | 310  | 287  | 273  | 263  | 258  | 264  | 336  | 331  |

| 1962 | 1968 | 1975 | 1982 | 1990 | 1999 | 2006 | 2008 | 2013 |
| ---- | ---- | ---- | ---- | ---- | ---- | ---- | ---- | ---- |
| 346  | 405  | 436  | 579  | 587  | 601  | 535  | 514  | 557  |

| 2018 | 2022 | - | - | - | - | - | - | - |
| ---- | ---- | - | - | - | - | - | - | - |
| 533  | 512  | - | - | - | - | - | - | - |

## Culture locale et patrimoine

### Édifices religieux

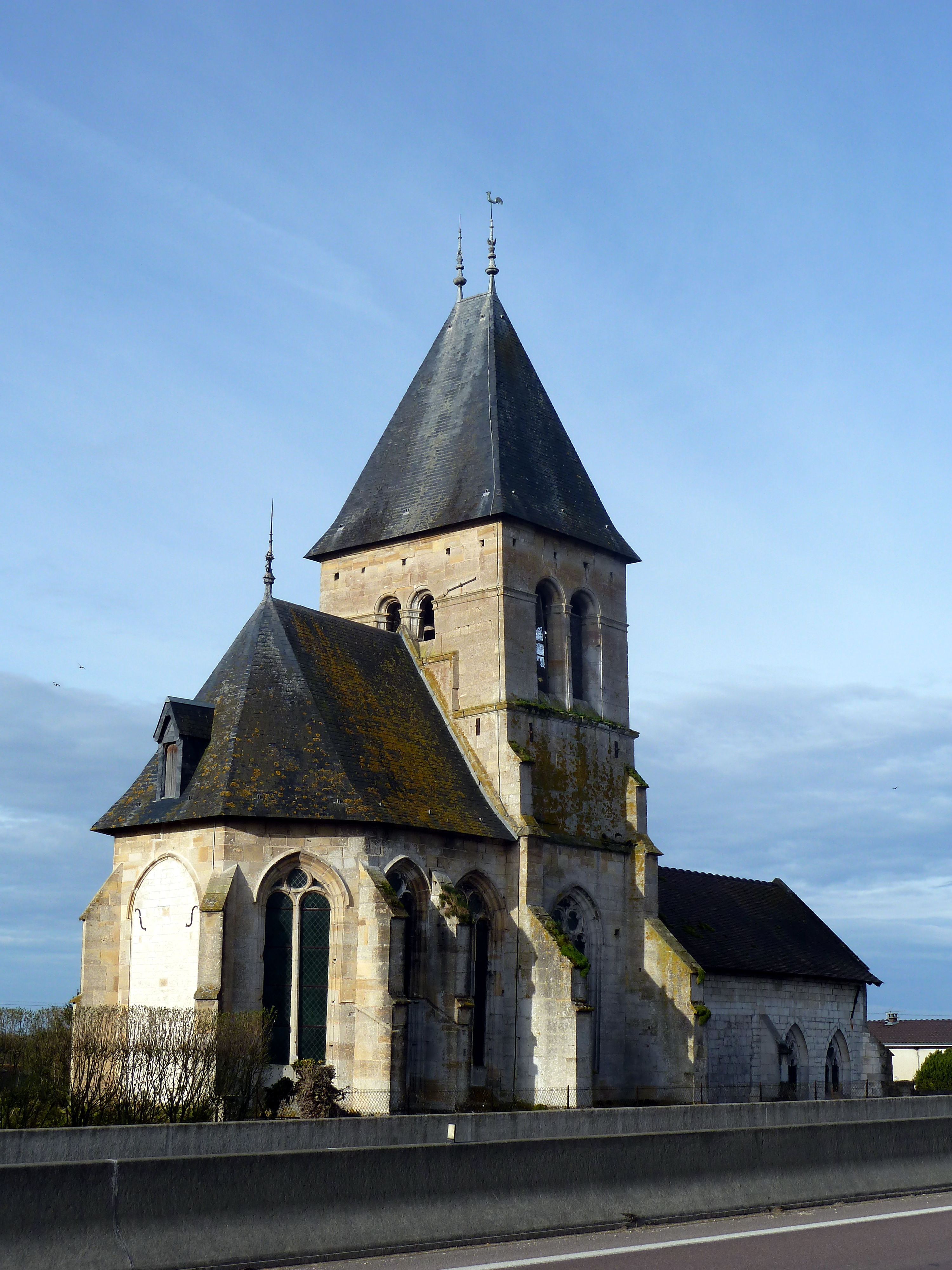
L'église Notre-Dame de Farémont et la route nationale 4.

La commune compte deux églises appartenant à la paroisse Saint Jean Bosco du Seuil du Perthois :
- l'église Saint-Laurent de Thiéblemont possède une nef du XVe siècle[36]. On y trouve une statue de la Vierge à l'Enfant en pierre peinte du XIVe siècle classé monument historique au titre objet[37]. Deux verrières représentant une colombe et le Saint-Esprit (du XVIe siècle) sont également classées[38] ;
- l'église Notre-Dame de Farémont du XVIe siècle est classée monument historique depuis 1915[39]. Elle se situe le long de la RN 4. Elle abritait autrefois deux statues, de saint Jean et de la Vierge, du XVIe siècle, mais ces objets classés ont été volés en 1966[40]. L'ensemble regroupant l'autel, le tabernacle, le retable et sa toile représentant l'Ascension, est aussi classé monument historique. Il remonte au XVIIIe siècle[41].

### Héraldique
| Armes de Thiéblemont-Farémont | Les armes de la commune se blasonnent ainsi : d'azur semé de fleurs de lys d'argent à la tour d'or ouverte du champ, maçonnée de sable. |